# هاميلتون (نيويورك)
هاميلتون (بالإنجليزية: Hamilton, New York)‏ هي بلدة أمريكية و بلدة تقع في الولايات المتحدة في نيويورك (ولاية). يقدر عدد سكانها بـ 6,690 نسمة .

## أعلام
- هنري بي. باين
- لاري نيل
- إليري هانتينغتون سينيور
- جون أتاناسوف
- هيلين كندريك جونسون
- جوزيف إس. موردوك
- كارل جاي لورانس
- برستون سميث